# Гальченко, Андрей Владимирович
Андрей Владимирович Гальченко (укр. Андрій Володимирович Гальченко; род. 13 июля 1971, Кривой Рог, Днепропетровская область) — украинский политик. Народный депутат Украины VIII созыва.

## Биография
Проходил обучение в Криворожском техникуме горного транспорта по специальности «Техническое обслуживание и ремонт автомобилей». В 1995 году окончил Криворожский технический университет, специальность «Автомобили и автомобильное хозяйство». Инженер-механик.
С сентября 1989 года — слесарь Ингулецкого специализированного управления Проектно-строительно-монтажного объединения «Укрмонолитспецстрой».
С 1993 года — водитель автогаража Криворожского горнорудного института, референтом-водителем Академии горных наук Украины.
В 1996 году — инженер Криворожского филиала департамента горнодобывающей промышленности Промышленно-финансовой корпорации «Единые энергетические системы Украины»; с августа 1997 года — инженер производственно-аналитического отдела закрытого акционерного общества «Кривбасрудпром».
С апреля 2000 года по 2010 год — заведующий «Технологически-производственного комплекса», проректор по административно-хозяйственной работе Криворожского технического университета.
С апреля 2010 года по ноябрь 2014 года — заместитель Криворожского городского головы, первый заместитель Криворожского городского головы.
На выборах в 2014 году был избран народным депутатом Украины от избирательного округа № 32 (Днепропетровская область). Беспартийный. Член депутатской фракции Политической партии «Оппозиционный блок». Член Комитета Верховной Рады по вопросам строительства, градостроительства и жилищно-коммунального хозяйства.
Женат, имеет сына.